# Maximilian Dreißigmark
Maximilian Dreißigmark (* 15. Februar 1643 in Zittau; † 16. Mai 1713 in Erfurt) war ein deutscher Bildhauer.

## Leben

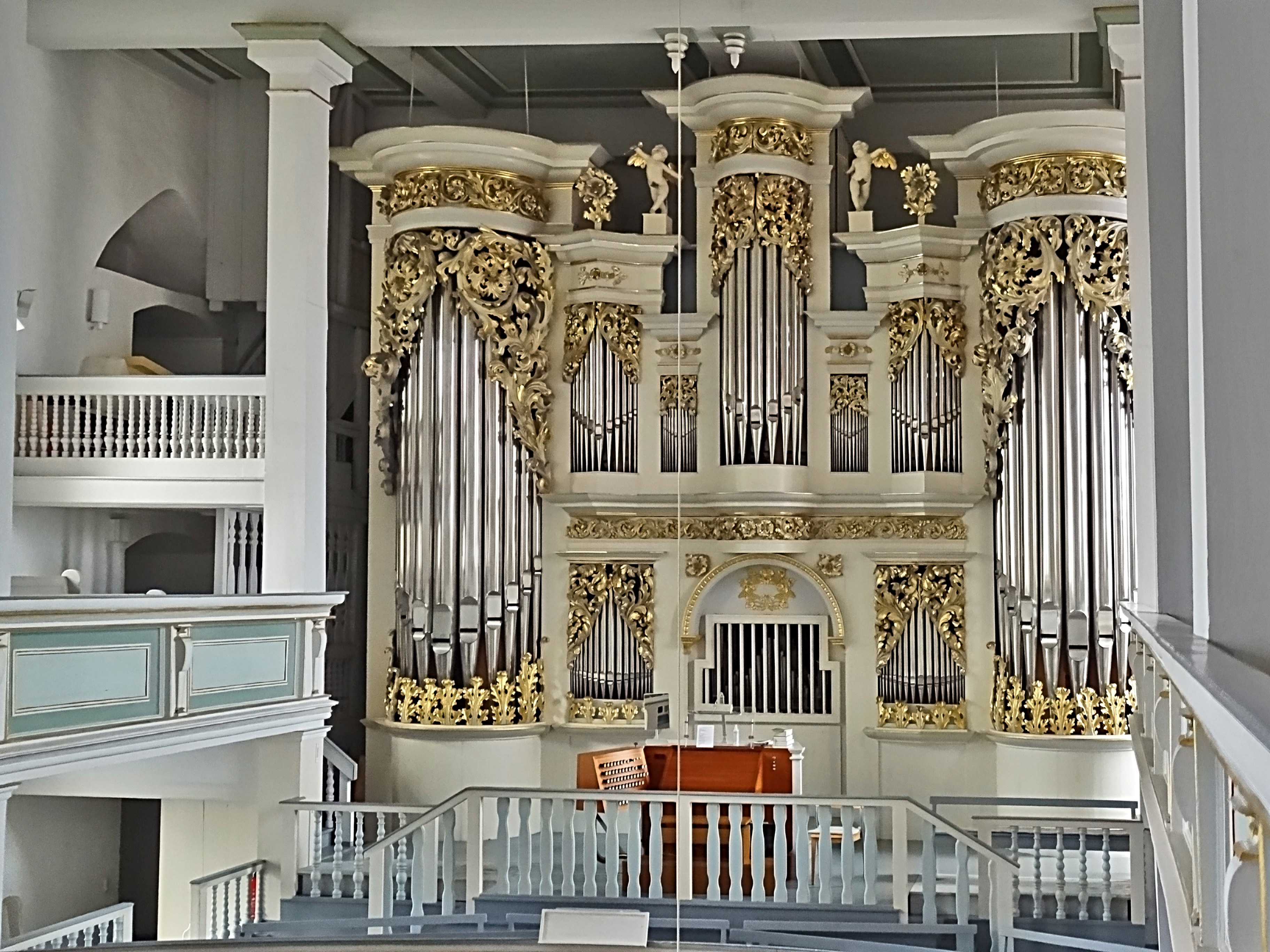
Orgelprospekt der Augustinerkirche in Gotha

Dreißigmark war der Sohn des aus Sorau stammenden Seidenstickers und Perlenhefters Christian Dreißigmark und Enkel des um 1570 in Świebodzin geborenen Juristen David Dreyßigmarck. Er heiratete vor 1674 seine Ehefrau Susanna. Zwei seiner Töchter wurden 1674 und 1676 in Halle (Saale) geboren. Ab 1680 sind vier Kindsgeburten in der Margarethenkirche in Gotha belegt, wobei er nicht nur als Bildhauer, sondern auch als „fürstlicher Cammerdiener“ geführt wird.
Bekannte erhaltene Werke sind die während seiner Hallenser Zeit um 1676 gestaltete Barockkanzel für St. Johannis in Schönebeck (Elbe). In Gotha arbeitet er an der Ausgestaltung der Schlösser Friedenstein und Friedrichswert. In der Augustinerkirche zu Gotha ist die prächtige Fürstenloge sein Werk. Auch der Orgelprospekt stammt nach einem Kontrakt mit dem Konsistorium aus dem Jahr 1693 von ihm. Am 3. Juni 1707 in Gotha entlassen, wird er schon wenige Tage später in Erfurt zum Churfürstlich Mainzischen Oberbaumeister ernannt. Er ist für die Zivil- und Militärgebäude verantwortlich und wirkt am Bau der Statthalterei (heute Regierungsgebäude) als Baumeister mit. Am 18. Mai 1713 wird er in der katholischen Hofkirche des Statthalters in St. Wigbert begraben.
Sein Bruder Johann Anton Dreißigmark unterhielt in Bad Muskau eine Bildschnitzerwerkstatt, wo um 1706 die geschnitzte Kanzel der evangelischen Johanneskirche in Kahren (Cottbus) entstand. Ein zweiter Bruder Amandus Dreißigmark war Kunstmaler. Von ihm ist nur bekannt, dass er 1675 in Görlitz heiratete und 1687 in Nürnberg eine Unterstützung von 30 Kreuzern aus der Egidius-Arnold-Stiftung erhielt.